# Mattia Maggio
Mattia Maggio (Nürtingen, 22 febbraio 1994) è un calciatore italiano con cittadinanza tedesca, attaccante del TuS Dassendorf, squadra della quinta divisione tedesca.